# Mount Lebanon (Luizjana)
Mount Lebanon – miasto w Stanach Zjednoczonych, w stanie Luizjana, w parafii Bienville.